# Paristiopterus labiosus
Paristiopterus labiosus är en fiskart som först beskrevs av Günther 1872.  Paristiopterus labiosus ingår i släktet Paristiopterus och familjen Pentacerotidae. Inga underarter finns listade i Catalogue of Life.